# タミヤ
株式会社タミヤ（英: TAMIYA, INC.）は、静岡県静岡市に本社を置く模型・プラモデルメーカー。世界有数の総合模型メーカーである。1946年設立の「田宮商事合資会社」を前身とする（タミヤの旧商号を「株式会社田宮模型」とする資料などもあるが、これは誤りであり、株式会社田宮模型の法人格はタミヤとは異なる）。
艦艇、飛行機、AFV、車などのプラモデル、ラジコンカー・ミニ四駆・ダンガンレーサーといった可動模型、「楽しい工作シリーズ」といった工作用パーツ類・キット、プラバンなどの素材、塗料・エアブラシ・コンプレッサーなどの塗装道具と模型に関連する広範囲の商品を扱っている。
「初心者にも分かりやすく作りやすい」をコンセプトに企画から金型製作、ボックスアートまで自社一貫体制で対応しており、日本国内では随一の開発力を持つ。

## 会社概要

### 創業

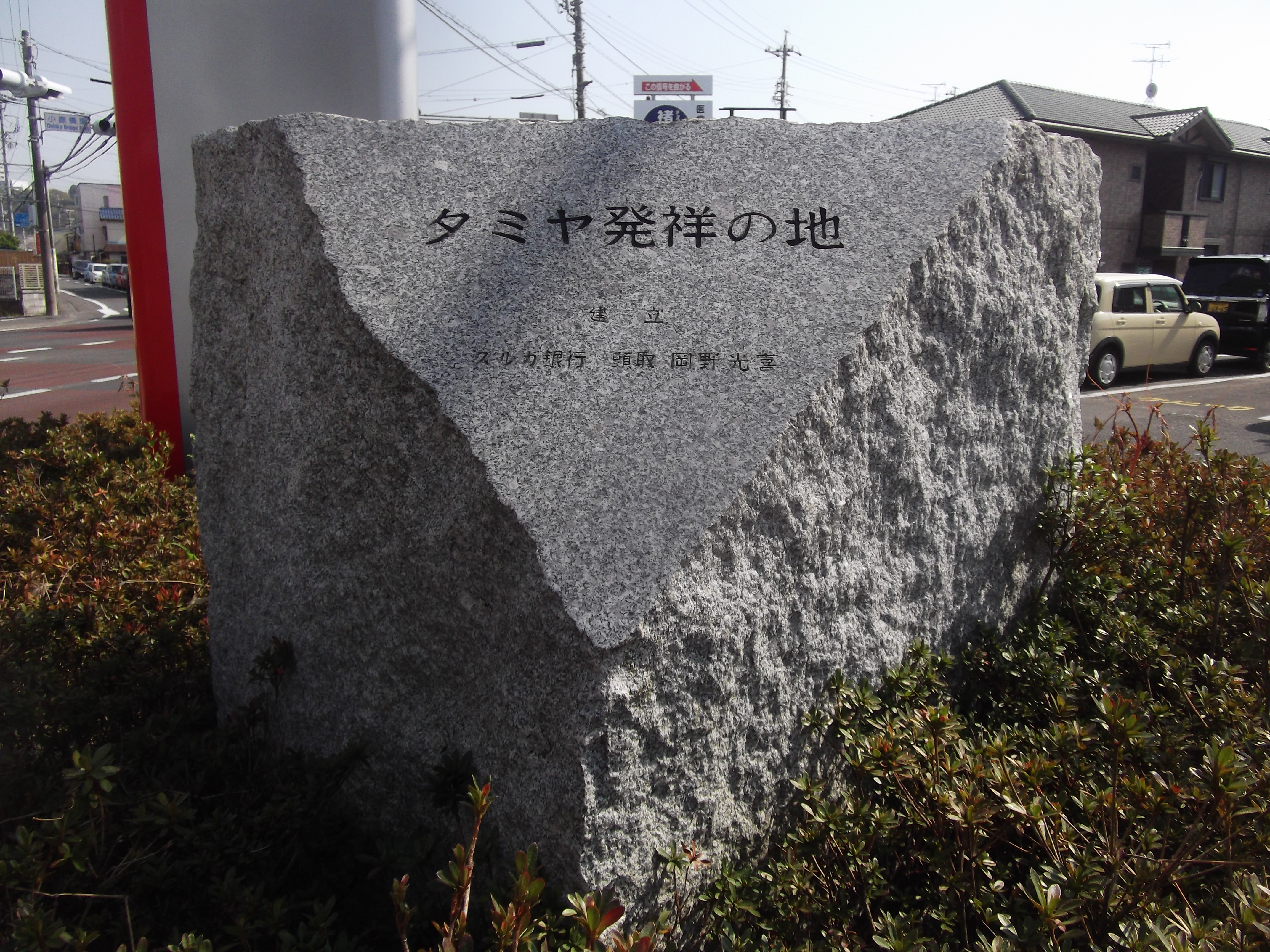
静岡市駿河区小鹿にあるタミヤ発祥の地の石碑。（2018年4月撮影）

創業者である田宮義雄は、第二次世界大戦以前運送業を営んでいたが、1945年6月の静岡大空襲で事業基盤の大半を焼失してしまったため、戦後製材業に転じ、1946年に「田宮商事合資会社」を設立。1948年には木製木工部門を設立し、主に船舶や飛行機の木製模型を製作していた。しかし、1951年に漏電が原因で火災が発生。会社社屋や在庫の木材等を焼失したため大きな借金を抱え、材木の仕入れにも支障をきたすようになったため、1953年には一般建築材の製材販売を廃し、模型専業メーカーとなる。

### プラスチックモデルへの参入
1950年代半ばから日本国外製プラスチックモデルが輸入され始め、木製模型の売上が減少していったことから、プラスチックモデルを製造することが1959年に決定され、翌1960年にタミヤのプラモデル第1作目として1/800スケールの戦艦大和を発売した。しかし、同時期に栃木の模型メーカー・日本模型（略称ニチモ）が同型艦武蔵の1/750スケールキットを350円で発売したため、タミヤも赤字覚悟で同価格に設定したが、売上は届かず惨敗となった。金型製作費の回収ができなかったため、再び木製模型の商品化を行ったが、その間にも当時の模型業界の流れはプラモデルへと主軸が移り始めていた。なお、創業者の田宮義雄の自伝にはタミヤ第一弾プラモデルは武蔵だったと記されているが、「田宮模型全仕事」の編集中に大和が同社第一弾だった事が確認された。
1960年代に入ると、ひょんな事からプラスチック玩具の不要になった金型を借り受けることができ、それを利用して発売したレーシングカーのミニ・キットが幸運にもヒットし、資金的に次のプラモデル製作の目処が立った。第2作目のプラモデルは形状が直線的で金型が作りやすいパンサー戦車に決定し、箱絵はイラストレーター小松崎茂に依頼された。1962年の正月に発売された同キットは、モーターを搭載し、よく走ること、組み立てやすく説明文が丁寧であることから好評となった。
後のミリタリー分野のスケールモデルの定番となる1⁄35という縮尺は、この時に生まれた。このサイズは、戦車内部に単二形乾電池が2本収まることを考えた設計のためであり、当時は正確なスケールを求める模型ファンは少なく、このスケールは偶然の産物である（後述）。

### 金型
現在金型は自社で製作している。以前は外注しており、外注先の納期遅れや不透明な価格設定に苦労していた。そこで金型職人をスカウトし1964年に金型部が発足した。1966年から社員数人を金型製造工場に出向させ、徐々にノウハウを蓄積し自社で金型製造を行うようになった。現在ではCAD/CAMシステムも導入されている。
同社の金型は極めて精度が高いことで知られ、その精度は組み立てた際の仕上がり具合にも影響する。かつての設計図と金型職人の職人芸によってプラモデルが製造されていた時代には、他社製品が細部のボルトをリベットと同様に単なる半球の突起で表現していた頃に、きちんと小さな六角柱で表現していた。

### 星のマーク
タミヤがプラモデルを初めて発売するにあたって、田宮俊作（義雄の子、後に社長。現会長）は、新しいマークを当時東京芸術大学デザイン科の学生だった弟の田宮督夫（まさお）に依頼し、誕生したのが「星のマーク（通称ツインスター）」である。当初はマークの周りに英文があしらわれていたが、1966年にデザインが変更されて「★★」となり、現在のものになった。左側の赤い星は「情熱」右側の青い星は「精密」を表している。

### ホワイトパッケージの登場
初期のタミヤ製品（1961年 - 1967年）は、まだボックスアートを外注で対応しており、主に小松崎茂、髙荷義之、上田信、平野光一などが担当した。商品イメージ・世界観を広げる「動きのある構図・絵物語風」な迫力のあるボックスアートが主流を占め、タミヤの商品イメージ向上に大いに貢献したが、1968年発売のスロットレーシングカーから背景を書かず商品だけを描いた白バック「ホワイトパッケージ」が登場して、より精密に書き込まれたボックスアートへの路線変更が行われた。この試みは評判がよく、その後発売されるタミヤ製品は航空機・艦船模型など一部の模型を除きホワイトパッケージに切り替わっていく。初期のタミヤブランドイメージ作りに寄与した小松崎茂のボックスアートは、上記のボックスアート戦略の変更、商品の絶版に伴い現在のタミヤ製品からは殆ど姿を消している。
1970年代以降、欧米においてボックスアートの背景に描かれた「箱に入っていないアイテム」が、「誇大広告」に該当する可能性があると問題になり始め、タミヤ製品も輸出に際して指摘を受け、一部戦車模型の背景のアイテムを加筆修正で消す処理が行われた。箱絵に写真撮影したものを使用しない理由は、写真であると影になり細かな所が潰れてしまうため、精密さを表現するためにも手書きの絵にしている。

### 取材
リアルな表現のための日本国外での実車取材は、1966年のアメリカ、メリーランド州のアバディーン戦車博物館からスタート。軍事機密等のため撮影もスケッチも不許可で見るだけとなった取材の場合は、現場を出てすぐにスケッチを描き資料としている。この取材は、博物館の展示品や復元した物、ゲートガードに使用されている機材が中心となるため、微妙な個体差によりパッケージの物とキットが異なる（パッケージはXX戦線のAという車両だが、取材した車両を基にしたキットは○○戦線にしかいなかったA'という車両）場合がある。
ちなみに冷戦時代には旧ソ連の戦車の取材は困難を極めたという。過去には旧ソ連製AFVの製品化の際に当時のソビエト大使館を訪れて取材を申し込んだところ、取材を断られた上に大使館を出たところで（日本の）警察の職務質問を受け、その後しばらく公安警察による監視・尾行が付いたこともある。そのため当時はソ連の戦車が取材できると聞くと世界中を飛び回ることが珍しくなく、第三次中東戦争直後にイスラエル軍が鹵獲した旧ソ連のT-34-85型戦車を街頭展示していることを聞きつけてテルアビブに飛んだりしたこともあるという。
博物館での実車取材の際には同時に寄付を行うことが多く、特に1990年にはイギリスのボービントン戦車博物館の新館建設に当たり2000万円を拠出したことから、新館には「タミヤホール」の名が付けられた。またアメリカ・スミソニアン博物館内の国立航空宇宙博物館にて行われていた、日本の水上攻撃機・晴嵐の復元作業にも資金を提供している。
1/16RC戦車レオパルト2A6は、実車の製造元であるクラウス・マッファイ・ヴェグマン社からのオファーで開発され、同社の協力により詳細な取材が行われた。各種サウンドに関してはエンジン音のみならず、砲塔旋回音、砲身俯仰の作動音、さらには主砲発射音、主砲同軸機銃発射音まで実車からのサンプリングが行われている。
また、スポーツカーの模型においても力の入った調査は知られており、ポルシェ・934の模型化において、ポルシェのツッフェンハウゼン工場へ幾度も設計担当者を派遣し、それでも不明だった点はポルシェ・911の実車を購入して完全に分解、元に戻せるわけもなくポルシェのディーラーの整備士に組み直してもらったというエピソードがある。このポルシェはその後1976年のF1日本GPの際に田宮俊作現会長がジョディ・シェクター夫妻を送迎するために使われたり、同社の滝文人がRCカーのイベントに参加する際に社用車代わりに使われたりもした。現在はタミヤ本社ロビーに展示されている。

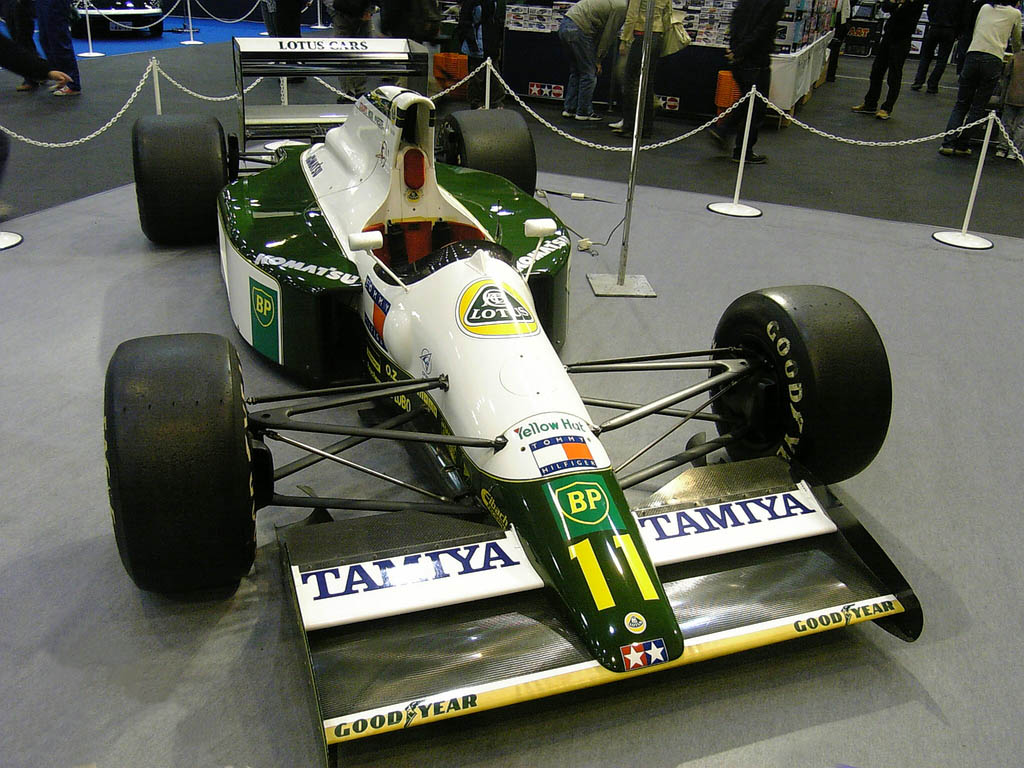
1991年のロータス102B。この1台はタミヤが所有している

1960年代のホンダF1（RA273）を皮切りに数多くのF1マシンのプラモデル化を手がけてきた関係から、1991年には当時経営難に陥っていたチーム・ロータスのスポンサーになったこともある。また1976年のティレル・P34からは、F1マシンのモデル化に当たりロイヤルティーをチーム側に支払うようになっている。完成したモデルのクオリティの高さなどもあってF1チームとは概ね良好な関係を築いており、F1チームが機密保持に厳しくなった後も「模型メーカーで唯一タミヤだけはF1マシンの設計図面（CADデータ）を見せてもらえる」と評されるほどだったが、近年ではタミヤといえどチームからの設計図面の提供を受けられなくなり、報道写真等を元にしたモデル化を行わざるを得なくなっている。
長期間F1マシンの新製品が発売されなかったことについて、チーム側からのロイヤルティー条件が厳しくなったためビジネスとして成立させることができなくなったからとしている。実際2003年5月にウィリアムズ・FW24の1/20モデルを発売して以降は過去に発売したキットの再発売が長らく続き、F1マシンの新製品は2009年12月発売のフェラーリ・F60まで約6年半もの間が空いている。
同様の問題は一部の航空機や軍用車両の模型でも発生しており、1/48のB-17は決定版と呼べるほどのキットを出せるだけの資料が集まっているが、ボーイングからのロイヤルティーの要求が厳しいため商品化できない、と、同社社長がイベントで吐露したり、1/48のジープを小型四輪駆動車の名称でフィギュアセットのおまけとして出荷するなど、金銭が絡む問題での商品化の見送りや、単品販売を断念せざるを得ない例が増えている。

## 製品

### プラスチックモデル

#### ミリタリーミニチュアシリーズ
ミリタリーミニチュアシリーズ（MM）で採用されている1/35というスケールは、もともと「パンサータンク」を開発した際、モーターライズ用の電池ボックスやギヤボックスを組み込むために偶然発生したもので、後にこれに合わせて1/35戦車シリーズが展開され、MMシリーズに引き継がれ一般化したものである。
タミヤが1/35戦車シリーズを展開し始めた当初は、このクラスの戦車模型には標準的なスケールは存在せず、日本国外のメーカーがそれぞれ1/32 - 1/40スケールでシリーズを展開していた。その後、タミヤが製品群を増やし、組み立てやすさと完成後の姿の良さ、そして部品精度の良さといった理由で好評を得るに従い、このスケールが世界でも受け入れられていった。
ディスプレイ専用のMMシリーズは、当初は1/35戦車シリーズに添えるアクセサリーとして兵士や砲、小型車両のキットを出すだけのものだったが、モーターライズせずにディスプレイ専用に組み立てる方が戦車模型趣味の主流となるにつれ、通常の戦車もこちらのシリーズで発売されることになった。しかしその後もしばらくは、MMシリーズで出る戦車と1/35戦車シリーズで出る戦車は基本的に同一キットで、単にギアボックス等のパーツが同梱されているか否かの差であることが多かった。ただし、モーターライズを前提に設計されていながら、MMシリーズで発売されたのみで戦車シリーズでは出されなかったキットもある。
戦車キットに限らず、製品によっては完成後の見栄えを良くするためのデフォルメも加えられている。2004年からは新たに1/48スケールのシリーズを開始、大戦物アイテムをリリースしている。
2000年代に入ってタイガーI初期型から始まる1/16フルオペレーションRC戦車シリーズをラインナップ。1/16ビッグタンクシリーズと金型を共有してはいるがキットサイズが大きい事もあって、プロポーションを崩すことなくRCメカを組み込むことに成功している。また同シリーズは見た目と同時に音、動き、発光にもリアルさを求めており、エンジン音等現存する実車からサンプリングされている。大戦中のドイツ戦車はすべてフランスのソミュール戦車博物館に現存するキングタイガーからサンプリングされたエンジン音を共用している。

#### ウォーターラインシリーズ
ウォーターラインシリーズは1/700という小さな製品であるが、同社の技術力が遺憾なく発揮されていた。ウオーターラインシリーズの殆どのボックスアートを艦船に造詣の深い上田毅八郎が手がけている。

#### 代表的なプラスチックモデル
- スポーツカーシリーズ
- グランプリコレクション
- オートバイシリーズ
- ミニジェットシリーズ（2004年からコンバットプレーンシリーズとして一部を再発売）
- ウォーバードコレクション
- 傑作機シリーズ

#### かつて存在したプラスチックモデル
- 歴史・人物シリーズ（赤穂浪士の中から、大石内蔵助をはじめとした4体セットと、大石主税をはじめとした8体セットが発売されていた）

#### 年度別歴代・代表作モデル年表
- 1960年 - 1/800 戦艦大和 - タミヤプラモデル進出第一弾[1]。半年後同金型の戦艦武蔵発売。
- 1961年 - 1/35 パンサータンク - 戦車模型第一弾。人気イラストレーター小松崎茂による箱絵の迫力もあり大ヒット。
- 1963年 - 1/50 零式艦上戦闘機52型 - 傑作機シリーズ第一弾。
- 1967年 - 1/12 ホンダF-1 - 実車取材を元に精密な再現で「技術のタミヤ」を印象付ける成功作[19]。
- 1968年 - 1/35 ドイツ戦車兵セット - MMシリーズ第一弾。
- 1972年 - 1/35 88ミリ砲Flak36/37 - ジオラマ情景模型向けにタミヤが発売し大きな反響があった意欲作。
- 1976年 - 1/12 ポルシェ934[1] - 実車ポルシェ911をタミヤ自身で購入し分解、参考にしてまで作り上げた。その後ボディ等一部金型を流用したRCカーが大ヒットした。
- 1986年 - ホットショットJr. - レーサーミニ四駆の第一号。ミニ四駆ブームへ繋がるヒット作。
- 1989年 - 1/35 タイガーI後期生産型 - 完全新金型で発売。過去にMMシリーズを作った購買層を呼び戻す起爆剤に。
- 2006年 - ポルシェ934ターボRSR 30周年記念モデル - タミヤRCカーシリーズ発売30周年を記念した特別仕様モデル。

### RCモデル（ラジオコントロールモデル）

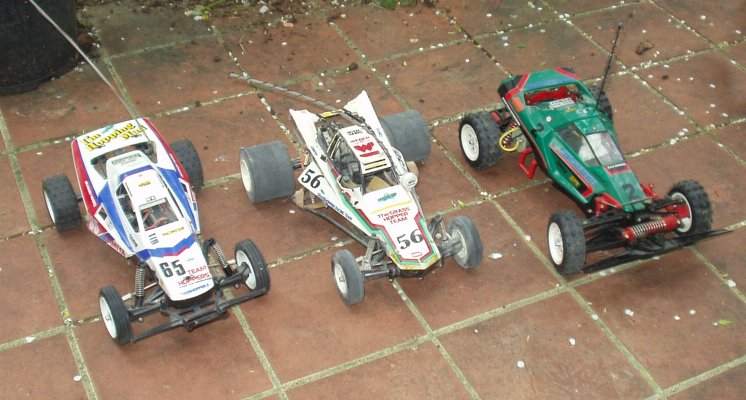
タミヤ製RCカーの一例

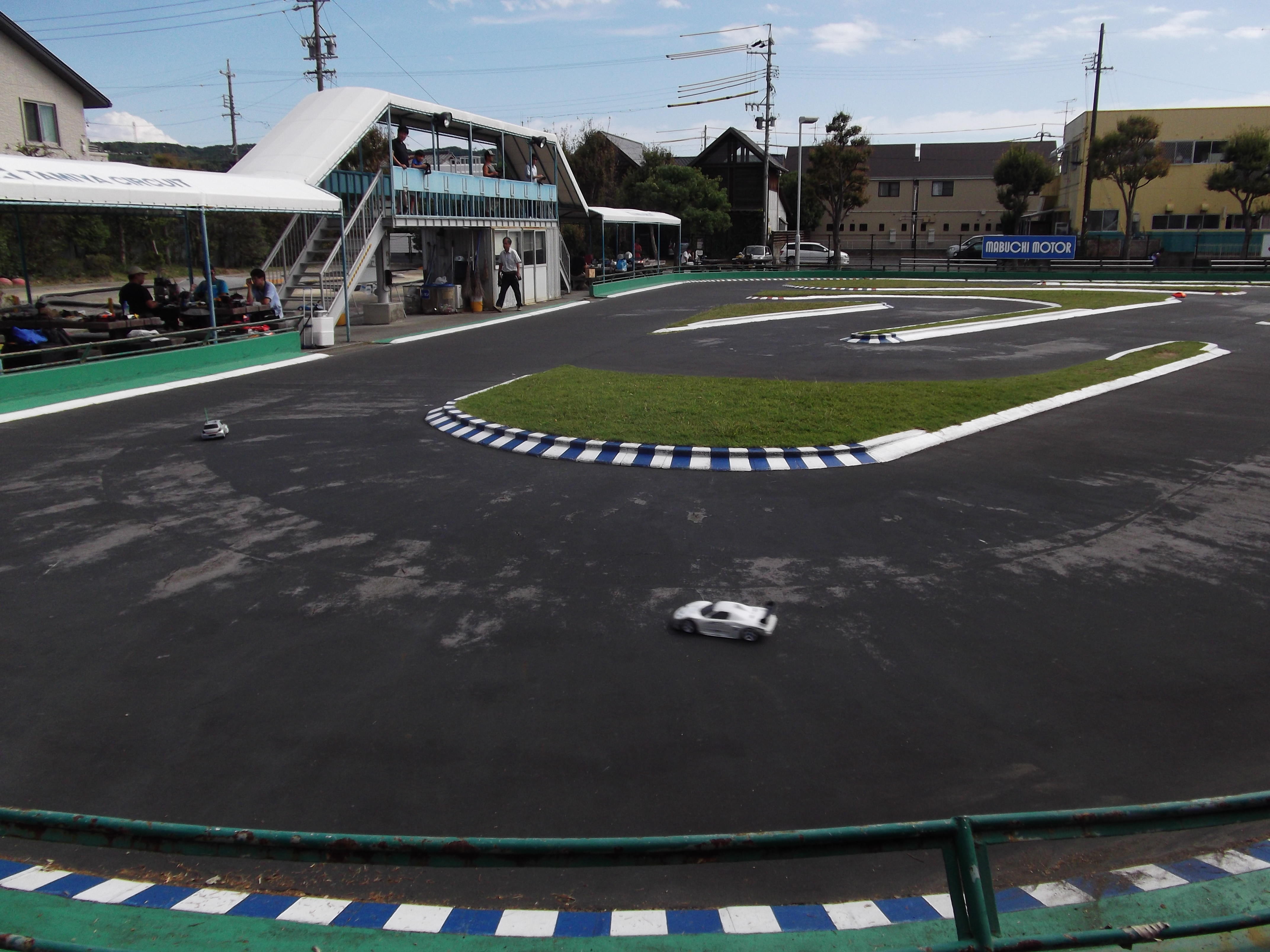
タミヤサーキットオンロードコース（静岡市駿河区）

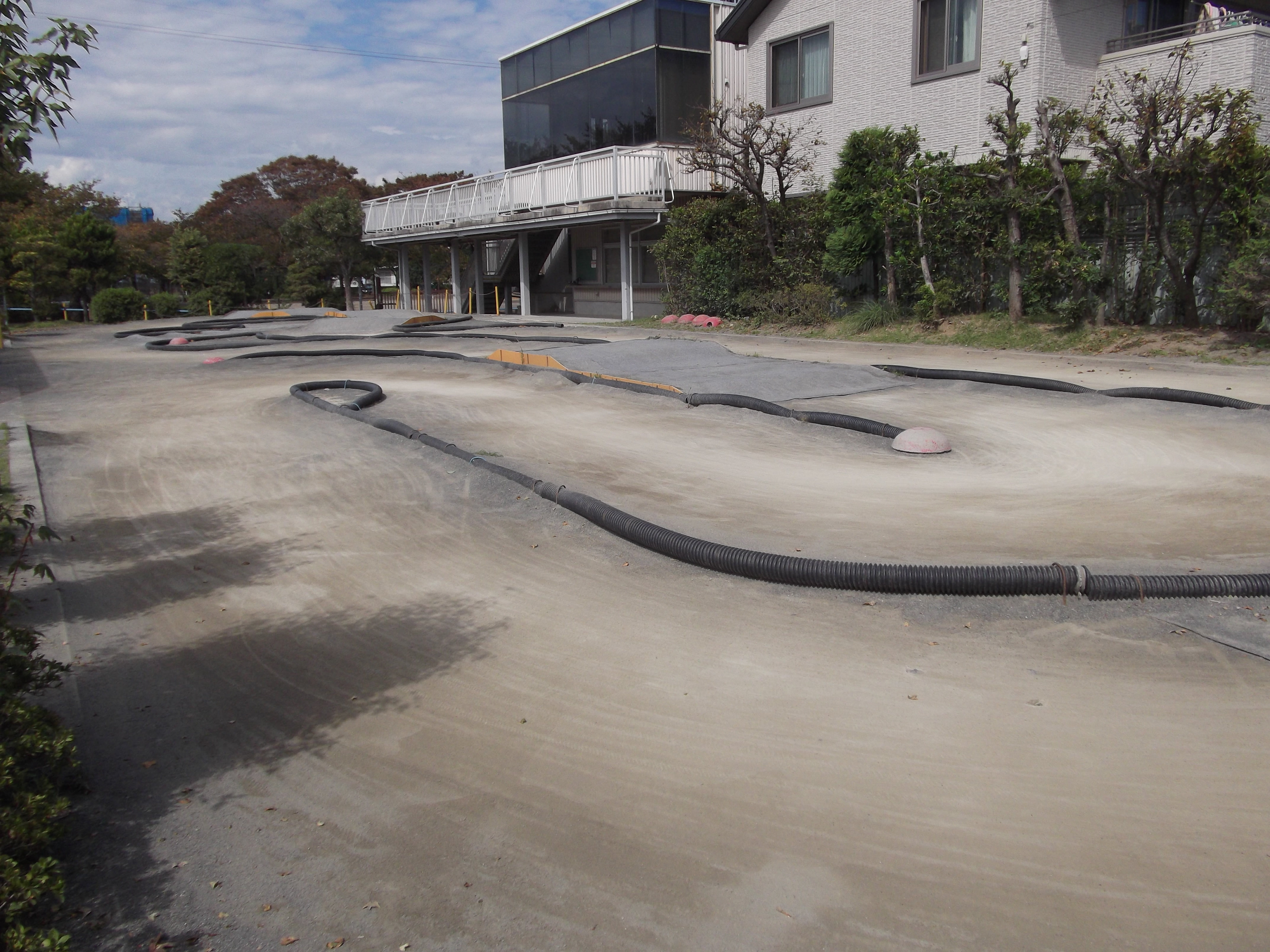
タミヤサーキットオフロードコース

タミヤは1974年に電動RCモデルの第一弾としてM4シャーマン戦車を発売しラジコンカー市場に参入。当初はドイツのマンモス戦車・マウスをRC化する予定だったが、「マウスよりもシャーマンの方がRCに向いている」という同社の滝文人の進言によりシャーマンに変更されたという。
1976年、電動RCカーの第一弾として「ポルシェ934ターボRSR」を発売したところ、これが初年度に約10万台を売り上げる大ヒットとなる。以後タミヤでは継続してRCカーをリリースし、登場してから40年以上を経た現在では日本国内・国外RC市場で販売され、現在のタミヤの成長を支える大きな収益源の一つにまで成長した。国内外で高いシェアを持つ為、RCカー競技のレギュレーションはタミヤの製品が基準となることが多々あり、RS540サイズモーター、1/12オンロードカー、1/10ツーリングカー等がそれに該当する。日本国内のストックモーターのレギュレーションにおける巻き数23T・メタル軸受けという基準も、タミヤスポーツチューンモーターのスペックを基準にしている。
これまで発売されてきたRCカーで培った技術、経験を生かした「RCカー30周年」を記念したモデルを2006年12月に限定発売した。タミヤラジコン開発史の1ページを飾った「ポルシェターボRSR934レーシング」を現在のタミヤ技術を集めたフラッグシップモデルとして新規に開発。
かつてRCヨットやRCモーターグライダーをリリースしていた時期があったが、基本的には地上RCのみラインナップを揃えており、航空機や船舶のRCモデルは現時点では存在しない。一方、1/16フルオペレーションRC戦車、1/35RC戦車のラインナップが充実している。
タミヤ製RCカーは電動式が圧倒的に多く、エンジンカーは1/10ナイトロフォースやXB-Gシリーズがあり、かつては1/8スケールもあった。1990年代にはイタリアBMT社のGPレーシングカーの輸入代理店業務を行っていたが、BMT社の業績悪化などから現在では輸入されていない。
なお、RCカーの世界では京商とは常にライバル関係にあり、京商ミニッツシリーズに対してはタムテックギアで対抗している。こちらは田宮模型時代の過去モデルを小型化したボディが採用されることが多く、過去これらで遊んでいたファンが所有することが多い。近年では1980年代に一世を風靡したホーネット (タミヤ)やグラスホッパー (タミヤ)、マイティフロッグ、ホットショットが再発売された。

### ミニ四駆

#### 主な歴代ミニ四駆
- フォード・レインジャー4×4（1982年7月13日:ミニ四駆）初代ミニ四駆、シボレー・ピックアップ4×4と同時発売。
- ホンダシティターボ（1984年2月25日:コミカルミニ四駆）最初のコミカルミニ四駆。
- ホットショットJr.（1986年6月16日:レーサーミニ四駆）初代レーサーミニ四駆。
- アバンテJr.（1988年12月15日:レーサーミニ四駆）本格的レース用ミニ四駆として初登場、名車と言われている。
- マグナムセイバー（1994年9月7日:フルカウルミニ四駆）初代フルカウルミニ四駆、ソニックセイバーと同時発売。
- ナイトロサンダー（2005年11月18日:ミニ四駆PRO）初代ミニ四駆PRO、ナイトロフォースと同時発売。組み立てキットの他、はじめて完成品も販売された。
- バイソンマグナム（2007年11月23日:ミニ四駆PRO）こしたてつひろがデザインを手掛けたミニ四駆25周年記念モデル、ロデオソニックと同時発売。
- エアロアバンテ（2012年7月14日:ミニ四駆REV）ミニ四駆30周年記念モデル、アバンテをベースに空力を意識したデザインとなっている。

ケイブとの業務提携
2005年3月、ゲーム製作会社のケイブと業務提携し、同年6月より携帯電話向けコンテンツを展開。同年11月のミニ四駆PRO発売に合わせ、10月よりミニ四駆情報サイト「ミニ四駆オンライン」を開設するとともにオンラインゲーム「ミニ四駆オンラインレーサー」を発表。当初は2006年春のサービス開始予定だったが、開発の大幅な遅延のため2007年4月20日より体験版の配信を開始、同年10月31日よりベータテストを開始。2010年3月24日に正式サービスを開始した。2006年1月31日にはミニ四駆に関するビジネスを展開する子会社「ミニ四駆ネットワークス株式会社」をケイブと共同出資で設立、同年7月にはミニ四駆に特化したSNS「ミニヨンクラブ」のサービスを開始。

### ダイキャスト製ミニカー
1996年 - 1997年の2年間に、1/43スケールのダイキャスト製ミニカーを展開していた。これは主に日産が1990年代に行ったル・マン24時間レースの参戦に沿った企画である。タミヤは日産チームへのスポンサードを行っていた。一部の商品はバリエーション違いとしてJGTCの各チームの仕様も登場した。この時のミニカーの台座とMMP社の初期のミニカーの台座が一緒である。
- スカイラインGT-R(R33)
  - Clarion nismo GT-R LM No.23（1996年ル・マン参戦車）
  - Calsonic skyline GT-R No.1（1996年JGTC仕様）
  - UNISIA JECS Skyline GT-R NO.3（1996年JGTC仕様）
  - KURE SKYLINE GT-R No.556（1996年JGTC仕様）
- R390GT-1
  - ロードカー（市販予定車）仕様
  - No.21 M.ブランドル／W.テイラー／J.ミューラー組
  - No.22 鈴木亜久里／R.パトレーゼ／E.ヴェンテポール組
  - No.23 星野一義／影山正彦／E.コマス組

2004年には『コレクターズクラブ』というシリーズで1/64サイズのミニカーがリリースされた。
以下の商品がリリースされた。
- CALSONIC SKYLINE GT-R(2003)
- TAKATA DOME NSX-GT(2003)
- au CERUMO SUPRA-GT(2003)
- DAISHIN SILVIA S15(2003)
- RECLESS MR-S(2003)
- XANAVI NISMO GT-R(2003)
- ESSO ULTRON SUPRA-GT(2003)
- RAYBRIG NSX-GT(2003)
- SIGMATEC CELICA(2003)
- WEDS SPORTS CELICA(2003)
- ASUPARA DRINK RE-AMAMIYA RX-7(2003)
- Mobil1 NSX(2003)

また同シリーズ第3弾として国産市販車のミニカーが発売された。
- 日産・フェアレディZ(Z33)
- マツダ・ユーノスロードスター（初代）
- 日産・スカイラインGT-R(R34)
- ホンダ・S2000
- トヨタ・スープラ（4代目・日本国内2代目）
- 日産スカイラインGT-R(R32)

ダイキャスト製のコレクターズクラブスペシャルも展開している。
- フェラーリF50
- ホンダRA272
- フェラーリ・エンツォ
- ポルシェ・カレラGT
- ホンダCB750 レーシング
- フェラーリ288 GTO

### 工作キット
楽しい工作シリーズのような、工作少年が様々な動く玩具・模型を作るための部品や、あるいは簡単なロボットを作るためのキットを発売している。この中には往年のマブチモーター人気商品の水中モーターの継続商品も含まれている。

### デコレーションシリーズ
2011年3月から「デコレーションシリーズ」を発売。粘土細工のようにスイーツ模型を作るもので、女性をメインターゲットにしている。

### 模型用塗料
タミヤはアメリカのパクトラ社と提携し、同社の模型用エナメル塗料をパクトラタミヤというブランドで1971年から国内販売していたが、1984年に提携を解消した後は国産のエナメル塗料をタミヤカラーとして引き続き販売している。また、1981年には水溶性のアクリル塗料を発売している。これらはパクトラタミヤの色番号を継承しており、航空機、艦船、軍用車両等の専用色が充実している。さらに、ラッカー系のスプレー塗料や、ラジコンカーのボディ等のポリカーボネート用の塗料も発売されており、また、瓶入りラッカー系塗料としては第1弾15色が 2017年12月に発売され、模型用塗料のほぼ全てのタイプが揃えられている。また、単に塗装だけでなくいわゆる汚し塗装用塗料のウエザリングマスターや墨入れ専用塗料のラインナップも拡充し、あわせて塗装に必要な筆類や工具等も高品質なものが模型店で販売されている。

### 刊行物
自社製品に関する情報誌として「タミヤニュース」を月1回発行している。1967年創刊で当初は隔月刊で、臨時増刊号も発行された。長らく一部50円で、のちに100円に値上げされた。独特の細長い判型は、定形郵便物として発送するために封筒に合わせたものである。新製品、模型店、模型クラブの紹介記事のほか、模型改造の記事、有名・無名の模型愛好家の記事などがある。姉妹誌として、ミニ四駆やダンガンレーサーの記事を中心に扱うフリーペーパーの「タミヤ・ジュニアニュース」がある。かつては模型店で20円で販売されていたが、現在はタミヤのサイトからPDF形式ファイルでダウンロード可能である。
その他、模型に関連する刊行物として、自社で行った人形改造コンテスト、情景写真コンテストなどの結果発表用の冊子を発行している。

## タミヤプラモデルファクトリー

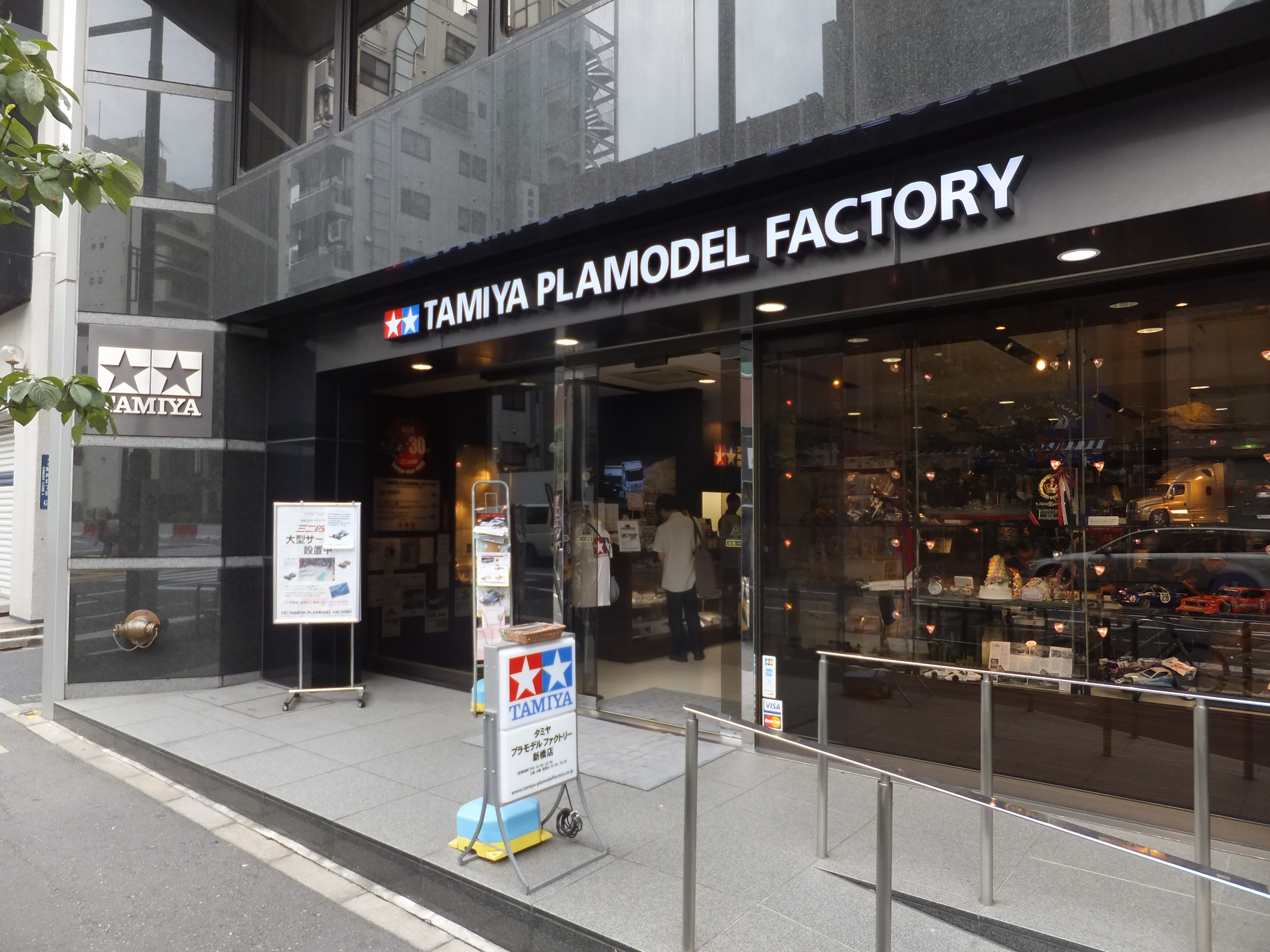
タミヤプラモデルファクトリー新橋店（2024年移転）

タミヤでは模型文化の発信と新たな客層の開拓のため、自社ブランド製品の専売店舗「タミヤプラモデルファクトリー」の店舗プロデュースを手掛けている。2008年に神奈川県横浜市のトレッサ横浜店と東京都港区の新橋店の2店舗を開業。トレッサ横浜店では企画協力にセガ、店舗の開発・運営に今関商会が携わり、新橋店では店舗の開発・運営に子会社の「タミヤプラモデルファクトリー株式会社」が携わる。
新橋店は移転のため2024年5月6日をもって閉店し、新橋店向かいの新虎安田ビル（2024年2月竣工）1階に旗艦店となる「TAMIYA PLAMODEL FACTORY TOKYO」として同月24日にリューアルオープンした。店内には2015年に製作された1/1スケールのミニ四駆「エアロ アバンテ」が常設展示されるほか、カフェも併設されている。

## 国外子会社
- Tamiya America, Inc.
- Tamiya Philippines, Inc.
- Tamiya Hong Kong, LTD
- Tamiya Europe, GmbH

現在、タミヤ製品の半数以上はフィリピンの工場で製造されている。近年の食玩ブームに見られる「彩色完成品モデル」需要の拡大に着目し、約1,200人の工場の人員を駆使して1/48ミニタリーAFVモデルにウェザリング塗装まで施したモデルや、ダイキャスト製のミニチュアカーなどの完成品モデルを製造、全世界のホビー市場に出荷している。

### タミヤブランド製品の製造元
※過去のものも含む。カッコ内は一般向けブランド名
- 工具
  - アネックスツール（Anex） - タミヤブランド工具（主にドライバー類）の製造元としてパッケージに明記されたことがある。
  - オルファ - タミヤブランド工具の製造元（主にナイフ・鋸類）としてパッケージまたは製品に明記されたことがある。
  - 京都機械工具（KTC） - タミヤとKTCのダブルネーム商品（RC用ツールキット）が発売された。
  - マルト長谷川工作所（KEIBA） - ニッパー[29]
  - タニタ - ミニ四駆スケール
  - マキタ - 電動ドライバー一式。
- パワーソース
  - マブチモーター - ミニ四駆用モーターなど。パッケージにマブチのエンブレムが記されている。
  - FDK（富士通及びeneloop） - ミニ四駆用ニッケル水素蓄電池「ネオチャンプ」、アルカリ乾電池「パワーチャンプFD」。
この関係からか公認レース（主にジャパンカップ）では度々スポンサーになっており、他社製品として唯一富士通乾電池の使用が解禁される大会も間々ある。
その一例として「ミニ四駆超速ガイド2015」の雑誌広告には「ミニ四駆との並走も、既に26年目となります。」「今年も「ミニ四駆ジャパンカップ2015」の大会公式乾電池に採用されました」とのフレーズがある（※公式ルール上、2015年7月現在原則としてタミヤブランドの電池しか使用できない）。
  - ゴールドピーク - RCカー用バッテリーの内部セル。
  - 三洋電機 - RCカー用バッテリーの内部セル。